# Nikita Olegowitsch Jelenew
Nikita Olegowitsch Jelenew (russisch Никита Олегович Еленев, wiss. Transliteration Nikita Jeleněv; * 15. März 1993 in Krasnokamsk, Russland) ist ein russischer Theater- und Filmschauspieler.

## Leben
Jelenew machte seine Schauspielausbildung an der Moskauer Theaterschule von Oleg Pawlowitsch Tabakow, die er 2014 verließ. Anschließend bis 2016 wirkte er als Schauspieler in mehreren Theaterstücken am Moskauer Theater mit, meistens unter der Regie seines Mentors Tabakow.
Eine erste größere Rolle hatte Jelenew im Musikfilm Leto und im selben Jahr hatte er weitere größere Rollen im Fantasy-Horrorfilm The Mermaid – Lake of the Dead und Der verlorene Ort. Von 2018 bis 2019 war er in insgesamt 16 Episoden der Fernsehserie Better Than Us zu sehen.

## Filmografie
- 2017: Imps (Cherti/Черти) (Kurzfilm)
- 2018: Leto (Лето)
- 2018: It Means Love (Legkoe dykhanie/Катя и Надя)
- 2018: The Mermaid – Lake of the Dead (Rusalka: Ozero myortvykh/Русалка. Озеро мёртвых)
- 2018: Der verlorene Ort (Proigrannoe mesto/Проигранное место)
- 2018–2019: Better Than Us (Lutschsche, tschem ljudi/Лучше, чем люди) (Fernsehserie, 16 Episoden)
- 2019: Gkavbukh. Istoriya odnoy firmy (Главбух. История одной фирмы)
- 2019: The Storm (Groza/Гроза)
- 2020: Fairy (Feya/Фея)
- 2020: WHO_ARE_U (Kto_Ty/КТО_ТЫ) (Mini-Serie)
- 2020: Neadekvatnye lyudi 2 (Неадекватные люди 2)
- 2022: Tchaikovsky’s Wife (Жена Чайковского)